# لجنة بول فولكر

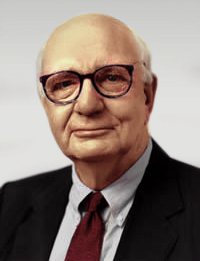

تم تشكيل لجنة بول فولكر (لجنة التحقيق المستقلة) للتحقيق في مزاعم الفساد والاحتيال في برنامج النفط مقابل الغذاء التابع للأمم المتحدة في العراق..
تم تعيين اللجنة من قبل الأمين العام كوفي عنان خلال أبريل 2004، بعد دعوات لتحقيق مجلس الأمن، والتي تمت الموافقة عليها في القرار 1538. رأس لجنة تحقيق الأعضاء الثلاثة بول فولكر، رئيس مجلس الاحتياطي الفيدرالي السابق ومدير رابطة الأمم المتحدة بالولايات المتحدة الأمريكية. الأعضاء الآخرون في التحقيق هم القاضي الجنوب أفريقي ريتشارد غولدستون والأستاذ السويسري في القانون الجنائي مارك بييث. يعمل أعضاء اللجنة البالغ عددهم 60 عضوا، ومن بينهم ثلاثة من موظفي الدعم المعارين من الأمم المتحدة، بميزانية 30 مليون دولار مستمدة من حساب ضمان النفط مقابل الغذاء التابع للأمم المتحدة.
أصدرت لجنة التحقيق المستقلة في برنامج النفط مقابل الغذاء التابع للأمم المتحدة تقريرها المؤقت خلال فبراير 2005.

## روابط خارجية
- Independent Inquiry Committee Website على موقع واي باك مشين (نسخة محفوظة 23 August 2013)
- Final Report على موقع واي باك مشين (نسخة محفوظة 23 August 2013)